# Lasioglossum halophitum
Lasioglossum halophitum är en biart som först beskrevs av Graenicher 1927. Lasioglossum halophitum ingår i släktet smalbin, och familjen vägbin. Inga underarter finns listade i Catalogue of Life. Arten förekommer i östra USA och angränsande västindiska nationer.

## Beskrivning
Huvudet är avlångt, speciellt hos hanen. Det och mellankroppen är ljusgröna till blågröna. Munskölden är mörkbrun på den övre halvan, medan överläppen (labrum) och käkarna är gulbruna hos hanen. Antennerna är mörkbruna, undersidan på de yttre delarna orangebrun hos honan, rödaktig hos hanen. Benen är bruna, med rödaktiga fötter på de fyra bakre benen hos honan, gulbruna fötter på alla sex benen hos hanen. Vingarna är mörkt halvgenomskinliga med gulbruna ribbor och rödaktigt till brunt vingfäste. Bakkroppen är brun med genomskinligt blekgula bakkanter. Behåringen är vitaktig och tämligen gles; hanen kan dock ha något kraftigare behåring i ansiktet under ögonen. Som de flesta smalbin är arten liten; honan har en kroppslängd på 5,1 till 5,8 mm och en framvingelängd på 3,6 till 4,2 mm; motsvarande mått hos hanen är 5 till 5,2 mm för kroppslängden och omkring 3,6 mm för framvingelängden.

## Utbredning
Utbredningsområdet omfattar östra USA från Maryland till Florida, samt västindiska nationer som Bahamas, Kuba och Jamaica.

## Ekologi
Lasioglossum halophitum är en ovanlig art som föredrar saltträsk.
Den är oligolektisk, den flyger till blommande växter från många olika familjer: Isörtsväxter (som Sesuvium maritimum och Sesuvium portulacastrum), amarantväxter (som Achyranthes), korgblommiga växter (som kullor, Baccharis, Borrichia, tistlar, flockelsläktet och Mikania), strävbladiga växter (som heliotroper), törelväxter (som törlar), portlakväxter (som portlaker), grobladsväxter (som Bacopa monnierioides) samt Surianaceae (familj i ärtordningen med släktet Suriana). Arten flyger i mars till september.

## Bildgalleri

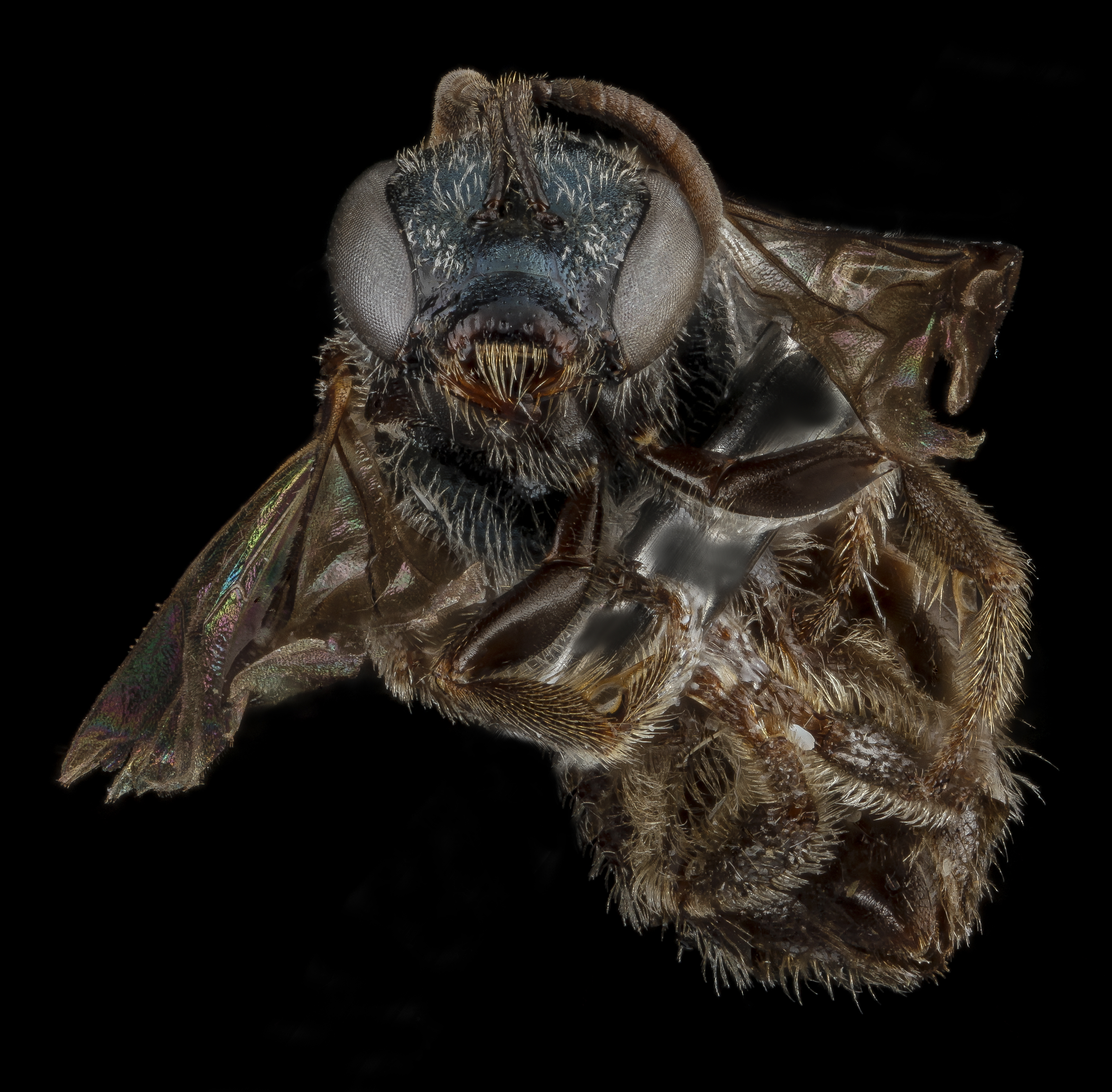
Hona från Florida, ansikte.